# Full Swing
Full Swing est une série documentaire sur le circuit professionnel nord américain de golf : le PGA Tour. La série est également présente sur les 4 Tournois du Grand Chelem : The Masters, Championnat de la PGA, US Open et Open Britannique.
En mars 2023, Netflix reconduit la série documentaire pour une seconde saison.
La série est co-produite par Box To Box Films, PGA Tour Productions et Vox Media Studios.

## Saison 1
La 1ère saison, mise en ligne le 15 février 2023, couvre la saison 2022 du PGA Tour.

### Épisodes
1. Les meilleurs ennemis (Frenemies)
2. La victoire sinon rien (Win or Go Home)
3. L'argent ou l'histoire (Money or Legacy)
4. Le syndrome de l'imposteur (Imposter Syndrome)
5. Rêves américains (American Dreams)
6. Jamais gagné par l'amertume (Don't Get Bitter, Get Better)
7. Le golf, un sport difficile (Golf is Hard)
8. Aboutissements (Everything Has Led to This)

## Saison 2
La 2ème saison est mise en ligne en mars 2024.

### Épisodes
1. Le jeu a changé - 1re partie
2. Le jeu a changé - 2e partie
3. Préparation mentale
4. Faire ses preuves
5. Dans l'ombre
6. Six à choisir
7. Tous les chemins mènent à Rome : 1re partie
8. Tous les chemins mènent à Rome : 2e partie

## Saison 3
La mise en ligne de la 3ème saison est effectuée en mars 2025.

### Épisodes
1. Un jeu nouveau et audacieux
2. Envers et contre tout
3. Ceci n'est pas un comeback
4. Le fardeau à porter
5. Deux billets pour Paris
6. Une dernière chance
7. Renaissance